# モンキーダンス
モンキーダンスは、ダンスのジャンルの一つ。手を上下に動かして踊ることが猿に似て、非常にユーモラスなことから名づけられた。主に、1960年代に世界的に大流行した。

## 日本における流行
日本では1965年にサーフロックバンド『ザ・ベンチャーズ』の来日や音楽番組『勝ち抜きエレキ合戦』の登場でエレキブームが盛り上がってたのと同じ頃にモンキーダンスが輸入され、同年夏には湘南でエレキの音に合わせてモンキーダンスを踊る若者が登場し、同年10月にはモンキーダンスがテレビにも登場し、全盛期を迎えた。同時期にはゴーゴーダンスも流行してゴーゴー喫茶が登場しており、モンキーダンスでも銀座モンキー・ア・ゴーゴー（1965年8月10日開店）などの踊る喫茶店が登場した。
朝日新聞の投書欄などで学生の間でのモンキーダンス流行の是非について討論が行われており、モンキーダンスを禁じた学校もあれば、泉佐野市民会館のようにエレキギター演奏やモンキーダンスの集会に貸さないことを決めた施設もある。
警察庁は「ダンスを楽しむこと自体には問題はない」ものの、モンキー族の独特な雰囲気は「好ましい影響を与えるとは思えない」「無分別な行動に出るものがある」などと評価し、ダンスパーティーの健全化方針を取るようになり、都内では1965年12月にダンスホール3ヶ所の一斉補導が行われ少年54人が補導された。

## 関連作品
- バラエティ番組
  - 新春かくし芸大会 - 第3回（1966年）のラストで、東西両軍から1名ずつ交代で踊る「モンキーダンス大会」が行われた（演奏：寺内タケシとブルージーンズ）。なおこの回は現存する映像では最古であり、1988年3月31日放送の『フジテレビ30年史』と1993年4月3日放送の『スターかくし芸大会!栄光の30年スペシャル』で放送された。
- アニメ
  - OVERMANキングゲイナー（2002年） - オープニングでモンキーダンスを踊る[9]。